# 奧林匹克里昂體育場
奥林匹克里昂体育场（法語：Parc Olympique Lyonnais），獲冠名贊助現稱為安盟球場 （Groupama Stadium），是位於法國里昂大都会代西讷-沙尔皮约的一座球場，可容納59,186人。2016年1月起成為里昂足球俱樂部的主場。球場興建費用達4.5億歐元。球場也是2016年欧洲足球锦标赛承辦球場之一。除了足球比賽之外，球場亦舉辦過橄欖球聯賽、冰球比賽以及演唱會。球场还是2024年巴黎奥运会足球比赛场馆之一。

## 外部連結
- 安盟體育場

| 前任： 特維克納姆體育場 倫敦     | 歐洲橄欖球冠軍盃 決賽場館 2015–16 | 繼任： BT默里菲爾德體育場 愛丁堡 |
| 前任： The Twickenham Stoop 倫敦 | 歐洲橄欖球挑戰盃 決賽場館 2015–16 | 繼任： BT默里菲爾德體育場 愛丁堡 |
| 前任： 卑詩體育館 溫哥華         | 女子世界盃足球賽 決賽場館 2019    | 繼任： 澳大利亚体育场 悉尼       |